# Siegfried Stolte
Siegfried Stolte (Halberstadt, 2 oktober 1925 – 1991) was een Duits componist, muziekpedagoog, dirigent en fagottist.

## Levensloop
Stolte studeerde fagot bij Carl Schäfer en compositie bij Wilhelm Weismann aan de Felix Mendelssohnschool voor muziek en theater in Leipzig. Van 1954 tot 1958 was hij directeur van de muziekschool in Altenburg. In 1958 en 1959 was hij hoofd van de orkestschool aan de Felix Mendelssohnschool voor muziek en theater in Leipzig. In 1960 en 1961 was hij docent voor compositie aan het conservatorium in Bagdad en ook dirigent van het symfonisch orkest. Van 1961 tot 1973 was hij docent aan de Felix Mendelssohnschool voor muziek en theater in Leipzig. Van 1973 tot 1983 was hij directeur van de muziekschool in Waren in de Duitse deelstaat Mecklenburg-Voor-Pommeren.
Als componist schreef hij voor verschillende genres.

## Composities

### Werken voor orkest
- Concertino, voor sopraan-blokfluit en strijkorkest
- Neubrandenburger Konzert Nr. 1
- Neubrandenburger Konzert Nr. 2
- Neubrandenburger Konzert Nr. 3
- Neubrandenburger Konzert Nr. 4, voor twee violen solo, twee altviolen solo en strijkorkest

### Werken voor harmonieorkest
- 1978 Mecklenburger Tanzweisen
- 1981 Vier kleine Erzählungen
- 1984 Festlicher Prolog
- 1985 Drei Etüden
- 1985 Fröhliche Jagd
- 1985 Partita
- 1986 Poem
- 1988 Warener Ouvertüre

### Cantates
- Mais-Kantate, cantate
- Nach grüner Farb mein Herz velangt, kleine voor-lente cantate naar oude Duitse liederen voor 3-stemmig gemengd koor
- Wie strahlt von tausend Kerzen unser Baum, kerstcantate

### Toneelmuziek

#### Opera
- 1957 Der Arzt auf dem Marktplatz - libretto: Hanna Stolte

### Werken voor koren
- 1960 Fahnen wehen, und grüne Birken stehen vor allen Häusern - Wanderliederbuch Teil 2 (DDR) - tekst: Hanna Stolte
- 1964 Als Flanderns gestorbene Erde (Das Lied vom roten Arbeitermai) - Leben, Singen, Kämpfen, (DDR) - tekst: Herbert Keller
- 1971 15 deutsche Volkslieder aus dem Harz, voor driestemmig koor
- 1979 Leben, Singen, Kämpfen - Liederbuch der "Freien Deutschen Jugend"
- 1982-1983 Liebesbriefe an unsere Stadt, voor gemengd koor - tekst: Elisabeth Hase
- Abendlied (Abends, wenn sich Nebelschleier), voor gemengd koor
- Abends, wenn sich Nebelschleier senken, voor 3-stemmig mannenkoor
- Ade zur guten Nacht, voor driestemmig vrouwenkoor (SSA)
- Am Grab einer Mutter (Wenn eine Mutter von der Erde scheidet), voor 3-stemmig gemengd koor
- Auf, auf zum fröhlichen Jagen, voor 3-stemmig vrouwenkoor (SSA)
- Auf einem Baum ein Kuckuck saß, voor 3-stemmig gemengd koor
- Das Lied vom neuen Licht (Es brennt am grünen Kranz), voor 3-stemmig gemengd koor
- Der Abend deckt sein blaues Tuch, voor 3-stemmig vrouwenkoor
- Der Jäger in dem grünen Wald, voor 3-stemmig vrouwenkoor
- Der Kaktus (Es war einmal ein Kaktus), voor 3-stemmig vrouwenkoor
- Der kleine Regenwurm (Bei Regenwetter und bei Sturm), voor 3-stemmig vrouwenkoor
- Der kranke Laubfrosch (Der Laubfrosch hockt so matt), voor 3-stemmig vrouwenkoor
- Der Mangobaum (Es geht ein Lied vom Mangobaum), voor gemengd koor
- Der Morgen singt, voor 3-stemmig vrouwenkoor
- Der Schneemann (Kalter Mann aus weißem Schnee), voor 3-stemmig vrouwenkoor
- Die Herren Generale (naar een Spaans volkslied uit de burgeroorlog 1936)
- Die Leineweber haben eine saubere Zunft, voor 3-stemmig vrouwenkoor
- Die Lerche jubelt über dem Feld, voor 3-stemmig vrouwenkoor
- Die Wildgänse (Kehrten im Frühjahr die Wildgänse wieder), voor 3-stemmig gemengd koor
- Die zwei Wurzeln (Zwei Tannenwurzeln groß und alt), voor 3-stemmig vrouwenkoor
- Es wollt ein Schneider wandern, voor 3-stemmig vrouwenkoor
- Five Songs
- Glückliches Leben, voor gemengd koor - tekst: Hanna Stolte
- Grete, kumm mal vör de Dör (uit Noord-Duitsland), voor 3-stemmig gemengd koor
- Heut ist ein wunderschöner Tag, voor 3-stemmig vrouwenkoor
- Im Januar um Mitternacht (1919), voor 3-stemmig gemengd koor
- Immer nur gehst du zu andern Mädchen (Sorbisch), voor 3-stemmig gemengd koor
- In der Hammerschenk (uit het Erz-gebergte), voor gemengd koor
- Komm im Sommer, voor gemengd koor
- Kristalle, ihr feinen (Zweeds), voor 3-stemmig gemengd koor
- Old Folks At Home (Way down upon the Swanee River), voor 3-stemmig mannenkoor
- Seht dort am Himmel den Stern! - tekst: Hanna Stolte
- Trotz alledem (Das war 'ne heiße Märzenzeit) - Bevrijding-lied uit 1848, voor 3-stemmig gemengd koor
- Wer mag wohl in der Stube sein, voor gemengd koor
- Wo das klare Wasser fließet (Sorbisch), voor 3-stemmig gemengd koor
- Zogen einst fünf wilde Schwäne (uit Litouwen), voor 3-stemmig gemengd koor

### Kamermuziek
- Burleske, voor trompet en piano
- Erster Versuch, voor hoorn en piano
- Für kleine Musikanten, voor sopraan-blokfluit en piano
- Rondoletto, voor dwarsfluit en piano
- Spielmusik, voor fagot en piano

### Werken voor mandolinenorkest
- 1989 Drei Bagatellen
- 3 + 2 = 5
- Concertino, voor sopraan-blokfluit en mandolinenorkest 
  1. Allegro molto
  2. Andante cantabile
  3. Vivace

### Werken voor piano
- 3 kleine pianostukken, voor piano zeshandig

- Bibliothèque nationale de France: cb139556648 (data)
- Gemeinsame Normdatei: 132877082
- International Standard Name Identifier: 0000 0000 8239 8796
- Library of Congress Control Number: n80145176
- MusicBrainz: 8d71764e-ff8e-47ed-9dcd-c194907a72ff
- Nationale Bibliotheek van Israël: 987007416168005171
- Nederlandse Thesaurus van Auteursnamen: 370618300
- Virtual International Authority File: 57786363
- WorldCat: E39PBJpdRwwbV9tKKp66CqyfMP